# Vilijam Randolf Herst
Vilijam Randolf Herst stariji (/hɜːrst/; 29. april 1863 – 14. august 1951) biznismen, izdavač novina i političar poznat po razvoju najvećeg državnog lanca novina i medijske kompanije, Herst komjunikejšons. Njegove provokativne metode žutog novinarstva uticale su na nacionalne medije naglašavajući senzacionalizam i priče o ljudima. Herst je u izdavačku delatnost ušao 1887. sa Mičelom Trubitom nakon što mu je njegov bogati otac dao kontrolu nad San Francisko Egzaminerom.
Preselivši se u Njujork Siti, Herst je kupio Njujork žurnal i vodio oštar tiražni rat sa Njujork vorldom Džozefa Pulicera. Herst je prodavao novine štampanjem divovskih naslova o jezivim pričama o kriminalu, korupciji, seksu i insinuacijama. Kupivši više novina, Herst je stvorio lanac koji je na svom vrhuncu brojao gotovo 30 novina u većim američkim gradovima. Kasnije se proširio na časopise, stvarajući najveći biznis novina i časopisa na svetu. Herst je u svim svojim novinama i časopisima kontrolisao stavove uredništva i izveštavanje o političkim vestima i na taj način često objavljivao svoje lične stavove. On je senzacionalisao španske zločine na Kubi, pozivajući na rat protiv Španije 1898. godine. Istoričari odbacuju njegove tvrdnje da je započeo rat sa Španijom.
Dva puta je izabran kao demokrata u Američkom predstavničkom domu. On se neuspešno kandidovao za predsednika Sjedinjenih Država 1904, gradonačelnika Njujorka 1905 i 1909 i za guvernera Njujorka 1906. Tokom svoje političke karijere zalagao se za stavove koji su uglavnom povezani sa levim krilom naprednog pokreta, tvrdeći da govori u ime radničke klase.
Nakon 1918. i završetka Prvog svetskog rata, Herst je postepeno počeo da prihvata konzervativnije stavove i počeo je da promoviše izolacionističku spoljnu politiku kako bi se izbegla dalja upetljavanja u ono što je smatrao korumpiranim evropskim poslovima. On je istovremeno bio militantni nacionalista, žestoki antikomunista nakon Ruske revolucije i duboko sumnjičav prema Ligi nacija i Britancima, Francuzima, Japancima i Rusima. On je bio vodeći pristalica Franklina D. Ruzvelta tokom 1932–34, ali je zatim raskinuo sa FDR i postao njegov najistaknutiji desničarski neprijatelj. Hertsovo carstvo je sredinom 1930-ih dostiglo vrhunac od 20 miliona čitalaca dnevno. On je bio loš menadžer za finansije i toliko duboko zadužen tokom Velike depresije da je većinu svoje imovine morao da likvidira tokom kasnih 1930-ih. Herst je uspeo da zadrži svoje novine i časopise.
Njegova životna priča bila je bila glavna inspiracija za Čarlsa Fostera Kejna, glavnog lika u filmu Orsona Velsa Građanin Kejn (1941). Njegov dvorac Herst, sagrađen na brdu iznad Tihog okeana u blizini San Simeona, sačuvan je kao državni istorijski spomenik i označen je kao Nacionalna istorijska znamenitost.

## Rodoslovlje i rani život
Vilijam R. Herst je rođen u San Francisku, od oca Džordža Hersta, milionera i rudarskog inženjera, vlasnika zlatnih i drugih rudnika putem svoje korporacije, i njegove mnogo mlađe supruge Fibi Aperson Herst, iz malog grada u Misuriju. Kasnije je stariji Herst počeo da se bavi politikom i obavljao funkciju američkog senatora, prvo imenovanog na kraće vreme 1886, a potom izabranog kasnije te godine. Služio je od 1887. do smrti 1891. godine.
Njegov pradeda po ocu bio je Džon Herst, protestantskog porekla iz Ulstera. Džon Herst je sa suprugom i šestoro dece migrirao u Ameriku iz Balibeja, okrug Monahan, Irska, kao deo Kahanskog napuštanja 1766. godine i nastanio se u Južnoj Karolini. Njihova imigracija u Južnu Karolinu delom je bila podstaknuta politikom kolonijalne vlade koja je podsticala imigraciju irskih protestanata, mnogi od koji su bili škotskog porekla. Imena „Džon Hers” i „Džon Hers mlađi” pojavljuju se u zapisnicima saveta od 26. oktobra 1766. godine, pri čemu im je dodeljeno 400 i 100 akra (1,62 i 0,40 km2) zemlje na Long Kejns (u onom što je postalo okrug Abevil), na osnovu 100 akra (0,40 km2) po glavi domaćinstva i 50 akra (0,20 km2) za svakog zavisnog protestantskog imigranta. Spelovanje porodičnog imena „Hearse” nikada kasnije nisu koristili sami članovi porodice, ili bilo koja porodica bilo koje veličine. Zasebna teorija tvrdi da se jedna grana porodice „Herst“ iz Virdžinije (poreklom iz Plimoutske kolonije) preselila u Južnu Karolinu otprilike u isto vreme i promenila spelovanje svog prezimena korištenog više od jednog veka u ime Herst imigranata. Herstova majka, rođena Fibi Elizabeta Aperson, takođe je bila škotsko-irskog porekla; njena porodica je poticala iz Golvaja Ona je postavljena za prvu regantkinju Univerziteta Kalifornije u Berkliju, donirala je sredstva za osnivanje biblioteka na nekoliko univerziteta, finansirala mnoge antropološke ekspedicije i osnovala Muzej antropologije Fibi A. Herst.
Herst je pohađao pripremnu školu u Sv. Polovoj školi u Konkordu, Nju Hempšir. On se upisao u Harvardski koledž 1885. godine. Dok je bio tamo on je bio član Delta Kapa Epsilona, A. D. kluba (harvardskog društvenog kluba), Hejsti Puding društva i Lampuna, pre nego što je izbačen. Njegove ludorije su bile u rasponu od sponzorisanja masovnih žurki sa pivom na Harvard trgu do slanja noćnih nokšira svojim profesorima (njihove slike su bile prikazane u posudama).

## Literatura
- Bernhardt, Mark (2011). „The Selling of Sex, Sleaze, Scuttlebutt, and other Shocking Sensations: The Evolution of New Journalism in San Francisco, 1887–1900.”. American Journalism. 28 (4): 111—142. doi:10.1080/08821127.2011.10677804..
- Carlisle, Rodney (1974). „The Foreign Policy Views of an Isolationist Press Lord: W. R. Hearst & the International Crisis, 1936–41”. Journal of Contemporary History. 9 (3): 217—227. doi:10.1177/002200947400900309..
- Carlson, Oliver (2007). Hearst – Lord of San Simeon. Read Books. ISBN 978-1-4067-6684-4.
- Davies, Marion (1975). The Times We Had: Life with William Randolph Hearst. Indianapolis: Bobbs-Merrill. ISBN 978-0-672-52112-6.
- Duffus, Robert L. (septembar 1922). „The Tragedy of Hearst”. The World's Work: A History of Our Time. XLIV: 623—631. Приступљено 4. 8. 2009.
- Frazier, Nancy (2001). William Randolph Hearst: Modern Media Tycoon. Woodbridge, CT: Blackbirch Press. ISBN 978-1-56711-512-3.
- Hearst, William Randolph Jr. (1991). The Hearsts: Father and Son. Niwot, CO: Roberts Rinehart. ISBN 978-1-879373-04-4.
- Kastner, Victoria, with a foreword by Stephen T. Hearst (2013). Hearst Ranch: Family, Land and Legacy. New York: H. N. Abrams. ISBN 9781419708541.. .
- Kastner, Victoria (2000). Hearst Castle: The Biography of a Country House. New York: Harry N. Abrams. ISBN 9780810934153.. H. N. Abrams. .
- Kastner, Victoria (2009). Hearst's San Simeon: The Gardens and the Land. New York: Harry N. Abrams. ISBN 9780810972902.. H. N. Abrams. .
- Landers, James (2013). „Hearst's Magazine, 1912–1914: Muckraking Sensationalist.”. Journalism History. 38 (4).: 221.
- Leonard, Thomas C. "Hearst, William Randolph"; American National Biography Online (2000). Access Date: May 12, 2016
- Levkoff, Mary L. (2008). Hearst: The Collector. New York: Harry N. Abrams Inc. ISBN 978-0-8109-7283-4.
- Liebling, A.J. (1964). The Press. New York: Pantheon.
- Lundberg, Ferdinand (1936). Imperial Hearst: A Social Biography. New York: Equinox Corporative Press.
- Nasaw, David (2000). The Chief: The Life of William Randolph Hearst. Boston: Houghton Mifflin. ISBN 978-0-395-82759-8., a prominent scholarly biography.
- Pizzitola, Louis (2002). Hearst Over Hollywood: Power, Passion, and Propaganda in the Movies. New York: Columbia University Press. ISBN 978-0-231-11646-6.
- Procter, Ben H. (1998). William Randolph Hearst: The Early Years, 1863–1910. New York: Oxford University Press. ISBN 978-0-19-511277-1.
- Procter, Ben H. (2007). William Randolph Hearst: The Later Years, 1911–1951. New York: Oxford University Press. ISBN 978-0-19-532534-8.
- Robinson, Judith (1991). The Hearsts: An American dynasty. University of Delaware Press. ISBN 978-0-87413-383-7.
- St. Johns; Rogers, Adela (1969). The Honeycomb. Garden City, NY: Doubleday.
- Swanberg, W.A. (1961). Citizen Hearst. New York: Scribner. ISBN 978-0-684-17147-0.
- Thomas, Evan (2010). The war lovers: Roosevelt, Lodge, Hearst, and the rush to empire, 1898. Little, Brown. ISBN 978-0-316-08511-3..
- Whyte, Kenneth (2009). The Uncrowned King: The Sensational Rise of William Randolph Hearst. Berkeley: Counterpoint.
- Campbell, W. Joseph (2003). Yellow Journalism: Puncturing the Myths, Defining the Legacies. Praeger Paperback. ISBN 978-0-275-98113-6.
- Edson, Charles Leroy (1920). The Gentle Art of Columning: A Treatise on Comic Journalism. Brentano's. стр. 34.
- Interesting People: Wallace and Will Irwin. The American Magazine. mart 1912. стр. 545.

## Spoljašnje veze
- William Randolph Hearst na sajtu  (jezik: engleski)
- Campbell, W. Joseph (decembar 2001). „You Furnish the Legend, I'll Furnish the Quote”. American Journalism Review. Архивирано из оригинала 03. 06. 2013. г. Приступљено 15. 12. 2019.